# Lędziny
Lędziny is een stad in het Poolse woiwodschap Silezië, gelegen in de powiat Bieruńsko-lędziński. De oppervlakte bedraagt 31,04 km², het inwonertal 16.161 (2005).